# 2017年百慕達大選
2017年百慕達大選於2017年7月18日舉行，以選出百慕達眾議院36位議員。反對黨进步工党在36席中獲得24席取得勝利；隸屬唯一百慕大联盟的時任總理邁克爾·鄧克利隨後辭去黨魁職務。鄧克利政府的副總理、高級部長鮑勃·理查茲於帕蒂羅時刻意外失去他在德文東的席位。

## 背景
根據1968年百慕達憲法令第49(2)條，百慕達總督需在上次選舉之後的第一次會議五年後解散议会（除非總理建議總督盡快解散議會）；而按憲法令第51(1)條大選必須在議會解散後三個月內舉行。2012年12月大選選出的議會在2013年2月8日舉行首次會議，代表是屆議會需在2018年2月7日前解散、2018年5月7日前舉行選舉。
當唯一百慕大联盟兩位議員脫黨獨立，令其在百慕達眾議院失去最大黨地位時，反對黨进步工党提議於2017年6月9日提出不信任动议。鄧克利搶先於2017年6月8日提出表決要求總督解散眾議院，並於2017年7月18日舉行選舉。

## 競選活動
进步工党被視為民粹主義的平台，突出人民對政治制度的蔑視；其競選活動經常與英國獨立黨和當勞·特朗普的競選活動比較；他們的選舉口號是「百慕達人優先」（Let's Put Bermudians First）。
相反，唯一百慕大联盟的競選活動集中在政府的經濟紀錄，口號是「一起前進，不回頭」（Forward Together, Not Back）。

## 選舉結果
| 政黨                         | 得票   | %     | 席位 | +/– |
| ---------------------------- | ------ | ----- | ---- | --- |
| 进步工党                     | 20,059 | 58.89 | 24   | +7  |
| 唯一百慕大联盟               | 13,832 | 40.61 | 12   | –7  |
| 無黨籍                       | 169    | 0.50  | 0    | 0   |
| 廢票/白票                    | 0      | –     | –    | –   |
| 總計                         | 34,060 | 100   | 36   | 0   |
| 註冊選民/投票率              | 46,669 | 72.98 | –    | –   |
| 來源：Parliamentary Registry |        |       |      |     |